# Жан де Люксембург
Жан де Люксембург (фр. Jean de Luxembourg; ок. 1400 — 28 июля 1466), бастард де Сен-Поль — сеньор де Обурден, бургундский военачальник и государственный деятель.
Внебрачный сын Валерана III де Люксембурга от Агнессы де Бри. Был известен под прозвищем «Аннекен» (Hennequin) — «маленький Жан-король» — данным ему отцом при крещении.
Военную службу начал в 1423 году, приняв участие в кампании Филиппа III Доброго, оказавшего помощь Жану IV, герцогу Брабантскому в войне с герцогом Глостером. Участвовал в отвоевании Брен-ле-Конта и обороне Хорна. Был назначен капитаном Мо, в 1429 году в составе английской армии сражался у Монпилуа, близ Санлиса, с войсками Карла VII. После битвы регент Франции герцог Бедфорд произвел его в рыцари.
В следующем году попал в засаду, был тяжело ранен и взят в плен французами, но вскоре освобожден за выкуп.
В ноябре 1431 года участвовал в коронации Генриха VI в Париже, затем принимал участие в осаде Ланьи.
Вскоре снова был взят в плен и освобожден за крупный выкуп.
Затем оборонял Бургундию от французского вторжения, после чего совершил набег на Лионне.
В 1434 году после тяжелой осады взял Шомон в Шароле, обесславив свою победу тем, что приказал повесить сто пленников.
Около этого времени получил титул сира де Обурден. Был легитимирован грамотой герцога Бургундского от 12 июня 1433 года. В том же году был принят в число рыцарей ордена Золотого руна.
Женился на Жаклин де Латремуй, вдове Андре де Тулонжона и дочери Пьера де Латремуя, советника и камергера Филиппа Доброго.

Герб Жана де Люксембурга

Был отправлен на помощь Бедфорду для обороны Парижа, к которому подошли французы, но вскоре герцог Бургундский заключил с королём Франции Аррасский договор и объявил войну англичанам. Он отстранил советников, противившихся этому решению, и Люксембурги, имевшие пожалования от короля Англии заявили, что герцог, не прислушавшийся к их мнению, больше не может рассчитывать на их преданность и службу. Тем не менее, они приняли участие в кампании против англичан, и Жан отличился в ходе неудачной осады Кале.
В 1435 году на капитуле ордена Золотого руна в Брюсселе он сообщил, что держит землю Монморанси от английского короля, являясь, таким образом его вассалом, и просил ассамблею указать ему образ действий, который не уронил бы его честь.
В 1437 году участвовал в осаде Брюгге.
Во время Прагерии в 1441 году был послан с поручением к герцогу Йоркскому.
В 1443 году принял участие в походе герцога Бургундского в Люксембург. В качестве советника герцога участвовал в переговорах с Генрихом VI, завершившихся подписанием 20 мая 1444 года англо-французского перемирия.
В 1445 году был назначен арбитром в споре Эврара де ла Марка с двумя льежскими сеньорами. Его решение не удовлетворило Эврара, пославшего Жану вызов на поединок.
В 1446 году назначен адмиралом Бургундских Нидерландов (Admiraal van de Nederlanden buiten Vlaanderen)

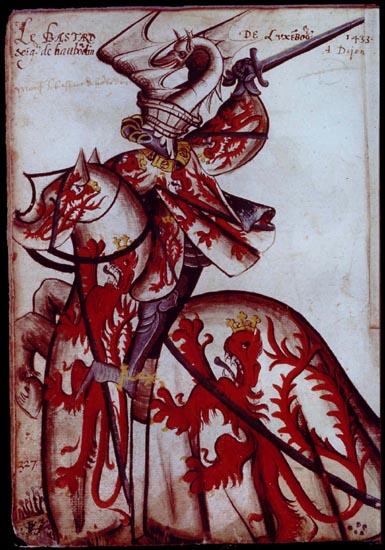
Жан де Люксембург. Большой рыцарский гербовник ордена Золотого руна

В 1448 году Жан де Люксембург организовал в Сент-Омере один из самых блестящих постановочных турниров (падармов) своего времени. Он носил название «Падарм Прекрасной Паломницы» (Pas d’armes de la Belle Pèlerine) и был подробно описан Оливье де Ла Маршем и Матье д'Экуши. В честь схватки Обурдена с испанским рыцарем у Сент-Омера по обычаям того времени был установлен памятник — «Крест Паломницы» (la Croix Pèlerine), к которому полстолетия спустя совершил паломничество знаменитый рыцарь Баярд, готовившийся к турниру.
В 1452 году, будучи капитаном Лилля, отличился при деблокировании Ауденарде, осажденного восставшими гентцами.
В следующем году, в решающей битве при Гавре, спас жизнь герцогу Бургундскому.
17 февраля 1454 года в Лилле был в числе сеньоров, давших вместе с Филиппом торжественный обет отправиться в крестовый поход.
В 1458 году снова был направлен в Англию, в следующем году командовал в походе против Гельдерна.
В 1465 был заместителем командующего армией графа де Шароле в войне лиги общественного блага, и отличился в сражении при Монлери.
Умер 28 июля 1466 года, его жена умерла через несколько дней после него. Их единственный сын утонул в реке. От конкубины Жаклин де Суверен Жан имел бастарда Жана, прозванного Колю, который был легитимирован в 1464.
Оливье де Ла Марш называет Жана де Люксембурга «превосходным рыцарем, одним из самых уважаемых в своё время».